# Selaginella kraussiana
Selaginella kraussiana é uma espécie de selaginela originária do sul da África, mas com ocorrência natural nos Açores, Canárias e partes do sul e leste da África.

## Descrição
A área de distribuição natural da espécie inclui os Açores, as Canárias e partes do sul e leste da África.  Após a sua introdução nas ilhas Britânicas em 1878 tem vindo a expandir lentamente a sua área de biologia naquela região, tendo sido pela primeira vez registada em estado selvagem em 1917 no oeste da Cornualha e no Condado de Leitrim, frequentemente como infestante de estufas.
Selaginella kraussiana está listada como espécie potencialmente invasora na Nova Zelândia (incluída no National Pest Plant Accord). A espécie é comum em muitas partes daquele país, onde forma densos tapetes em áreas sombrias.

## Cultivo
Selaginella kraussiana é cultivada como planta ornamental nas regiões subtropicais e temperadas tendo obtido o galardão de mérito (Award of Garden Merit) da Royal Horticultural Society do Reino Unido. A espécie requer uma temperatura mínima do ar de 5 °C, razão pela qual em regiões temperadas é recolhida em estufa. Os cultivares em uso incluem:
- 'Aurea'
- 'Brownii'
- 'Gold Tips'